# Dypsis fibrosa
Espèce
Statut de conservation UICN

 LC  : Préoccupation mineure
Dypsis fibrosa est une espèce de palmiers (Arecaceae), endémique de Madagascar. En 2012 elle est considérée par l'IUCN comme une espèce moins concernée. Alors qu'en 1995 elle était considérée comme une espèce non menacée.

## Répartition et habitat
Cette espèce est endémique de Madagascar. On la rencontre sur tout l'est de l'île, de Taolagnaro à Daraina. Elle est également présente dans une petite zone au nord-ouest de l'île, à Sambirano. On la trouve du niveau de la mer à 1 300 m d'altitude. Elle pousse principalement dans la forêt de plaine, bien qu'on puisse la trouver dans la forêt de montagne. Des individus isolés sont fréquents sur les pentes escarpées et plus rares dans les forêts marécageuses.